# Liste der Biografien/Pfi
Liste der Biografien |
Portal Biografien |
Personensuche
# |
A |
B |
C |
D |
E |
F |
G |
H |
I |
J |
K |
L |
M |
N |
O |
P |
Q |
R |
S |
T |
U |
V |
W |
X |
Y |
Z |
?
 
Pa |
Pc |
Pe |
Pf |
Ph |
Pi |
Pj |
Pk |
Pl |
Pm |
Pn |
Po |
Pr |
Ps |
Pt |
Pu |
Pv |
Pw |
Py
 
Pfa |
Pfe |
Pfi |
Pfl |
Pfn |
Pfo |
Pfr |
Pfu |
Pfy
Die Liste der Biografien führt alle Personen auf, die in der deutschsprachigen Wikipedia einen Artikel haben. Dieses ist eine Teilliste mit 190 Einträgen von Personen, deren Namen mit den Buchstaben „Pfi“ beginnt.

## Pfi

### Pfif
- Pfiffer, Candidus (1631–1718), Abt des Zisterzienserstiftes Baumgartenberg
- Pfiffer, Joseph (1765–1828), österreichischer Militär-Appellationsrat
- Pfiffer-Gagliardi, Bernardo (1810–1867), Schweizer Ingenieur und Politiker
- Pfiffig, Ambros Josef (1910–1998), österreichischer Etruskologe
- Pfiffner, Andreas (* 1977), Schweizer Filmemacher
- Pfiffner, Ernst (1922–2011), Schweizer Komponist, Dirigent und Organist
- Pfiffner, Manfred (* 1963), Schweizer Pädagoge und Hochschullehrer
- Pfiffner, Marco (* 1994), liechtensteinischer Skirennläufer
- Pfiffner, Richard, Schweizer Skispringer
- Pfiffner, Thomas (* 1965), Schweizer Kulturmanager

### Pfin
- Pfingsten Sahagian, Anna (* 1979), deutsch-armenische Schauspielerin
- Pfingsten, Andreas (* 1957), deutscher Hochschullehrer
- Pfingsten, Christoph (* 1987), deutscher Radrennfahrer
- Pfingsten, Ernst-Ulrich (1912–2000), deutscher Landwirt und Politiker
- Pfingsten, Georg Wilhelm (1746–1827), deutscher Taubstummenlehrer
- Pfingsten, Gunnar (* 1975), deutscher Kugelstoßer
- Pfingsten-Reddig, Nils (* 1982), deutscher Fußballspieler
- Pfingsthorn, Carl (1860–1939), deutscher Jurist und Ahnenforscher
- Pfingstmann, Theodor (* 1874), deutscher Unternehmer
- Pfingstner, Andreas (* 1993), österreichischer Fußballspieler
- Pfintzing, Melchior (1481–1535), katholischer Geistlicher, Kaiserlicher Rat, Autor
- Pfinzing, Paul (1554–1599), deutscher Mathematiker und Kartograf

### Pfir
- Pfirrmann, Helmut (* 1930), deutscher Boxer
- Pfirrmann, Volker (* 1966), deutscher Jurist, Richter am Bundesfinanzhof
- Pfirsch, Karl (1877–1967), deutscher Manager bei Krupp
- Pfirter, Werner (1946–1973), Schweizer Motorradrennfahrer

### Pfis
- Pfister, Adolf (1810–1878), katholischer Priester, Pädagoge und Schriftsteller
- Pfister, Albert (1884–1978), Schweizer Maler, Kunstpädagoge und Theoretiker fauvistischer Tendenz.
- Pfister, Albert von (1839–1907), württembergischer Generalmajor und Schriftsteller
- Pfister, Albrecht, deutscher Buchdrucker
- Pfister, Albrecht (* 1934), deutscher Mathematiker
- Pfister, Alexander (* 1971), österreichischer Spieleautor
- Pfister, Alois (1921–2009), Schweizer Bundesrichter
- Pfister, Andreas (* 1987), deutscher Autorennfahrer
- Pfister, Armin (* 1983), österreichischer Rennrodler
- Pfister, Arnold (1901–1966), Schweizer Kunsthistoriker, Inkunabelforscher, Autor und bibliophiler Sammler
- Pfister, Balthasar (1695–1763), Schweizer Arzt und Politiker
- Pfister, Barbara (1867–1909), deutsche Mystikerin und Stigmatisierte
- Pfister, Benedikt (* 1978), Schweizer Historiker
- Pfister, Bernhard (1900–1987), deutscher Wirtschaftswissenschaftler
- Pfister, Bernhard (1934–2019), deutscher Jurist und Hochschullehrer
- Pfister, Burkhard (* 1949), deutscher Maler, Kunsttischler und Bildhauer
- Pfister, Christian (* 1944), Schweizer Historiker
- Pfister, Christoph (* 1945), Schweizer Historiker und Autor
- Pfister, Daniel (1808–1847), Schweizer Architekt
- Pfister, Daniel (* 1986), österreichischer Rennrodler
- Pfister, David, österreichischer Radiomoderator, Journalist und Musiker
- Pfister, Dieter (* 1955), Schweizer Wissenschaftler und Berater
- Pfister, Elise (1886–1944), Schweizer Lehrerin, evangelische Theologin und reformierte Pfarrerin
- Pfister, Enrico (* 1982), österreichischer Fußballspieler
- Pfister, Ernst (1947–2022), deutscher Politiker (FDP, DVP), MdL
- Pfister, Franz († 1871), badischer Beamter
- Pfister, Friedrich (1883–1967), deutscher Klassischer Philologe
- Pfister, Fritz Gottlieb (1891–1984), schweizerischer Unternehmer
- Pfister, Gerhard (* 1947), deutscher Mathematiker
- Pfister, Gerhard (* 1962), Schweizer PolitikerGerhard Pfister (* 1962)

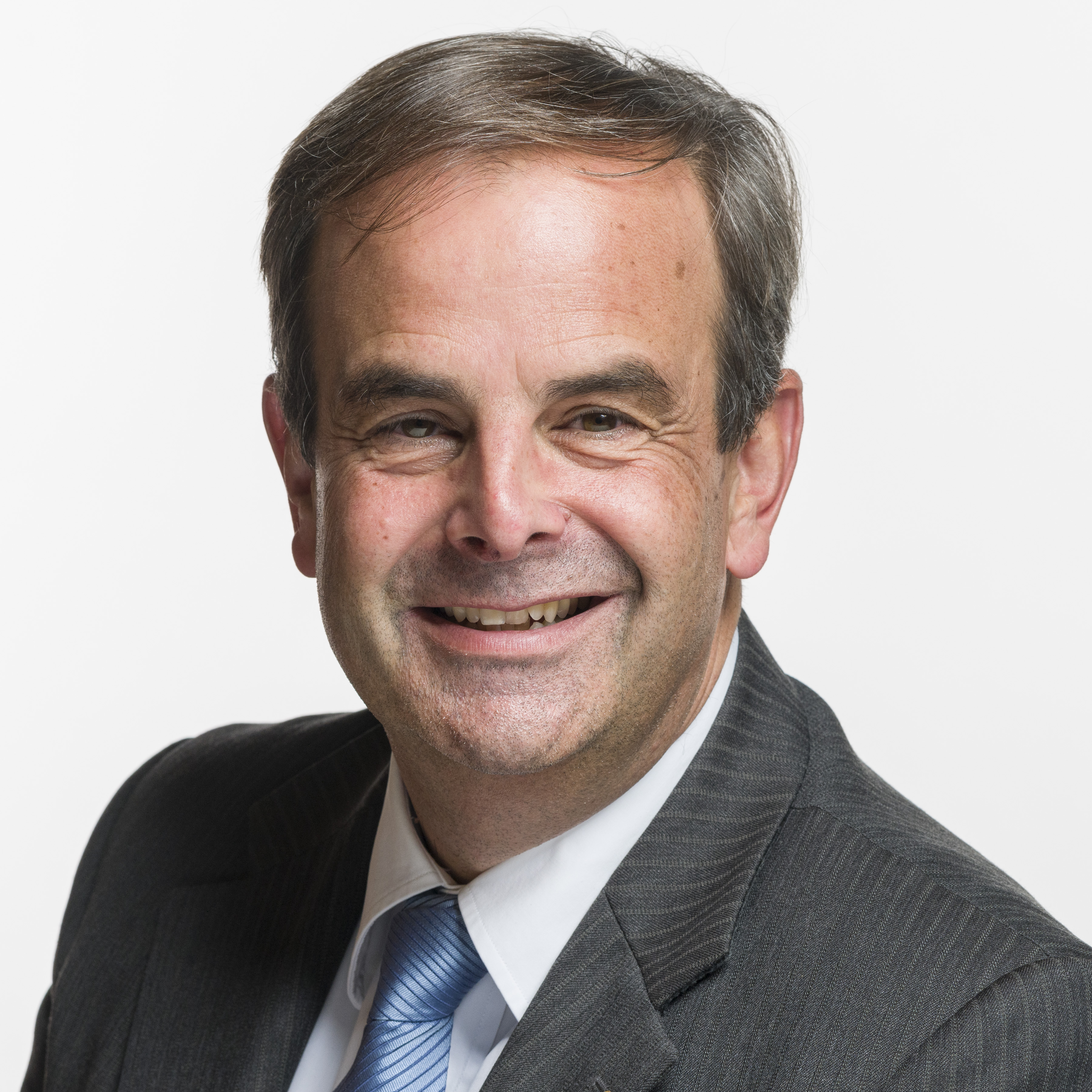
Gerhard Pfister (* 1962)

- Pfister, Gertrud (* 1945), deutsche Sportwissenschaftlerin und Sporthistorikerin
- Pfister, Hank (* 1953), US-amerikanischer Tennisspieler
- Pfister, Hans († 1653), württembergischer in Tübingen wohnhafter Buchbinder, Petschierstecher und Radierer
- Pfister, Hans (1896–1944), Schweizer Offizier, wegen Landesverrats im Zweiten Weltkrieg hingerichtet
- Pfister, Hans-Jörg (* 1951), Schweizer Fußballspieler
- Pfister, Helmut (1927–2014), deutscher Präsident des Posttechnischen Zentralamtes in Darmstadt
- Pfister, Herbert (1936–2015), deutscher Physiker
- Pfister, Hildegard, deutsche Verfassungsrichterin
- Pfister, Hugo (1914–1969), Schweizer Komponist
- Pfister, Jochen, deutscher Jazzmusiker (Piano, Orgel, auch Moog-Synthesizer)
- Pfister, Johann (* 1573), deutscher Bildhauer in Polen
- Pfister, Johann Christian von (1772–1835), Historiker sowie Prälat und Generalsuperintendent von Tübingen
- Pfister, Johann George (* 1697), deutscher Goldschmied
- Pfister, Johannes VI. († 1641), deutscher Zisterzienserabt
- Pfister, Kandidus († 1704), deutscher Zisterzienserabt
- Pfister, Karl (* 1901), deutscher Radrennfahrer
- Pfister, Kilian, liechtensteinischer Badmintonspieler
- Pfister, Kurt (1895–1951), deutscher Schriftsteller, Kunsthistoriker und Musikwissenschaftler
- Pfister, Laura (* 1995), deutsche Schauspielerin und Synchronsprecherin
- Pfister, Louis (1833–1891), französischer Jesuit und Chinamissionar
- Pfister, Louis Theodor (1852–1937), Schweizer Kaufmann
- Pfister, Ludwig († 1829), deutscher Kriminalist und Heidelberger Stadtdirektor
- Pfister, Manfred (1879–1959), badischer Beamter
- Pfister, Manfred (* 1943), deutscher Literaturwissenschaftler
- Pfister, Manuel (* 1988), österreichischer Rennrodler
- Pfister, Marcus (* 1960), Schweizer Bilderbuchautor und Illustrator
- Pfister, Martin (* 1963), Schweizer PolitikerMartin Pfister (* 1963)

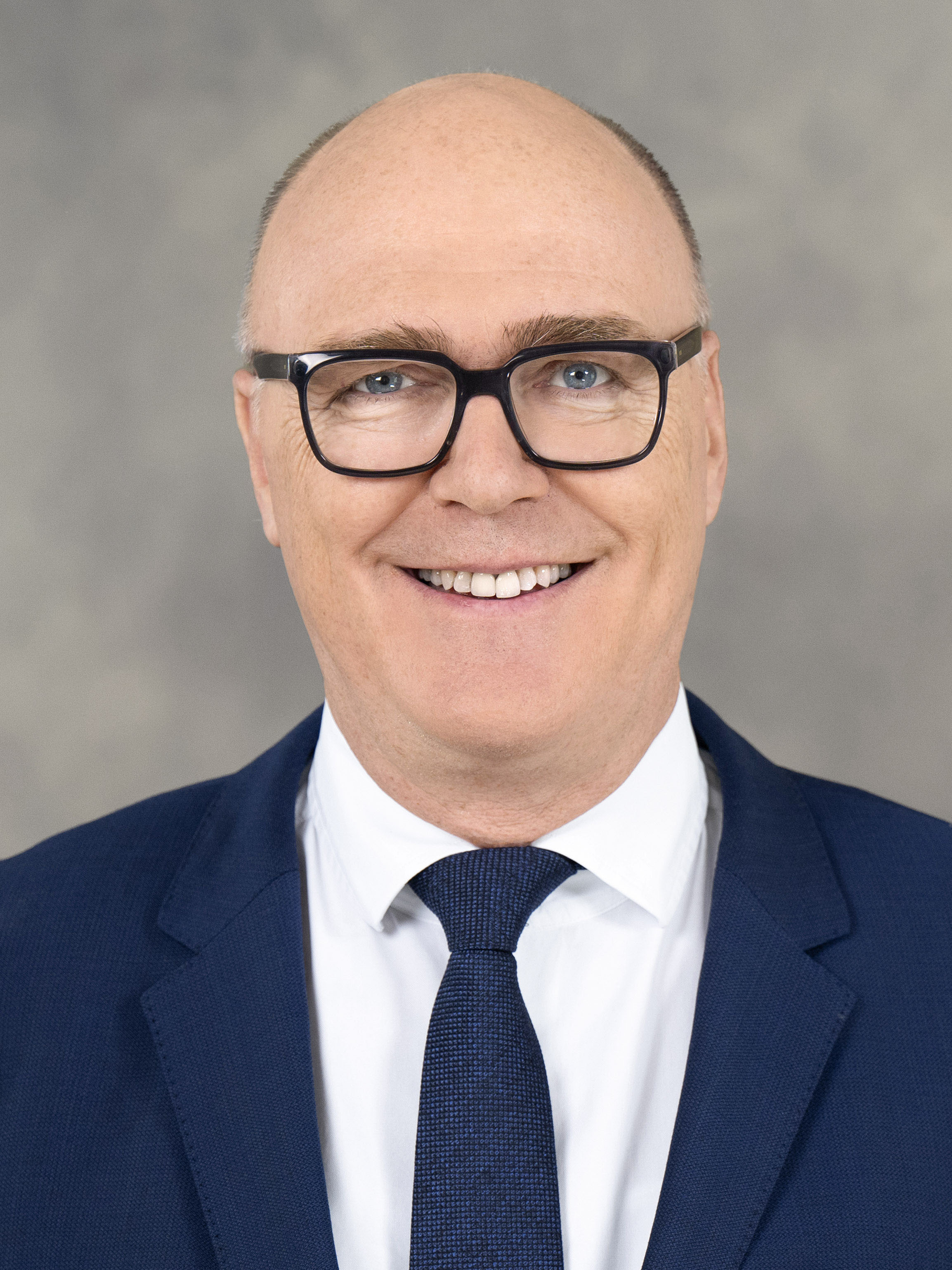
Martin Pfister (* 1963)

- Pfister, Matthäus († 1650), württembergischer Buchbinder, Petschierstecher und Radierer
- Pfister, Max (1932–2017), Schweizer Romanist und Sprachwissenschaftler
- Pfister, Max (* 1951), Schweizer Politiker (FDP)
- Pfister, Meike (* 1996), deutsche Skirennläuferin
- Pfister, Michael (* 1968), deutscher Fußballspieler
- Pfister, Nadia (* 1995), Schweizer Squashspielerin
- Pfister, Nick (* 2001), Schweizer Unihockeyspieler
- Pfister, Oskar (1873–1956), Schweizer Pfarrer und Psychologe
- Pfister, Otto (1875–1939), Schweizer Politiker und Schullehrer
- Pfister, Otto (1880–1959), Schweizer Architekt
- Pfister, Otto (* 1900), Schweizer Turner
- Pfister, Otto (* 1937), deutscher Fußballspieler und -trainer
- Pfister, Otto von (1845–1915), deutscher Geheimer Kommerzienrat und Funktionär des Deutschen Alpenvereins
- Pfister, Pascale (* 1991), Schweizer Unihockeyspielerin
- Pfister, Peter, Schweizer Werkmeister am Berner Münster
- Pfister, Peter (* 1952), deutscher römisch-katholischer Theologe, Kirchenhistoriker, Archivar und Archivwissenschaftler
- Pfister, Philippe (* 1963), Schweizer Journalist und Berater
- Pfister, Raimund (1911–2004), deutscher Gymnasiallehrer, Didaktiker sowie Lehrbuchautor
- Pfister, René (* 1974), deutscher JournalistRené Pfister (* 1974)

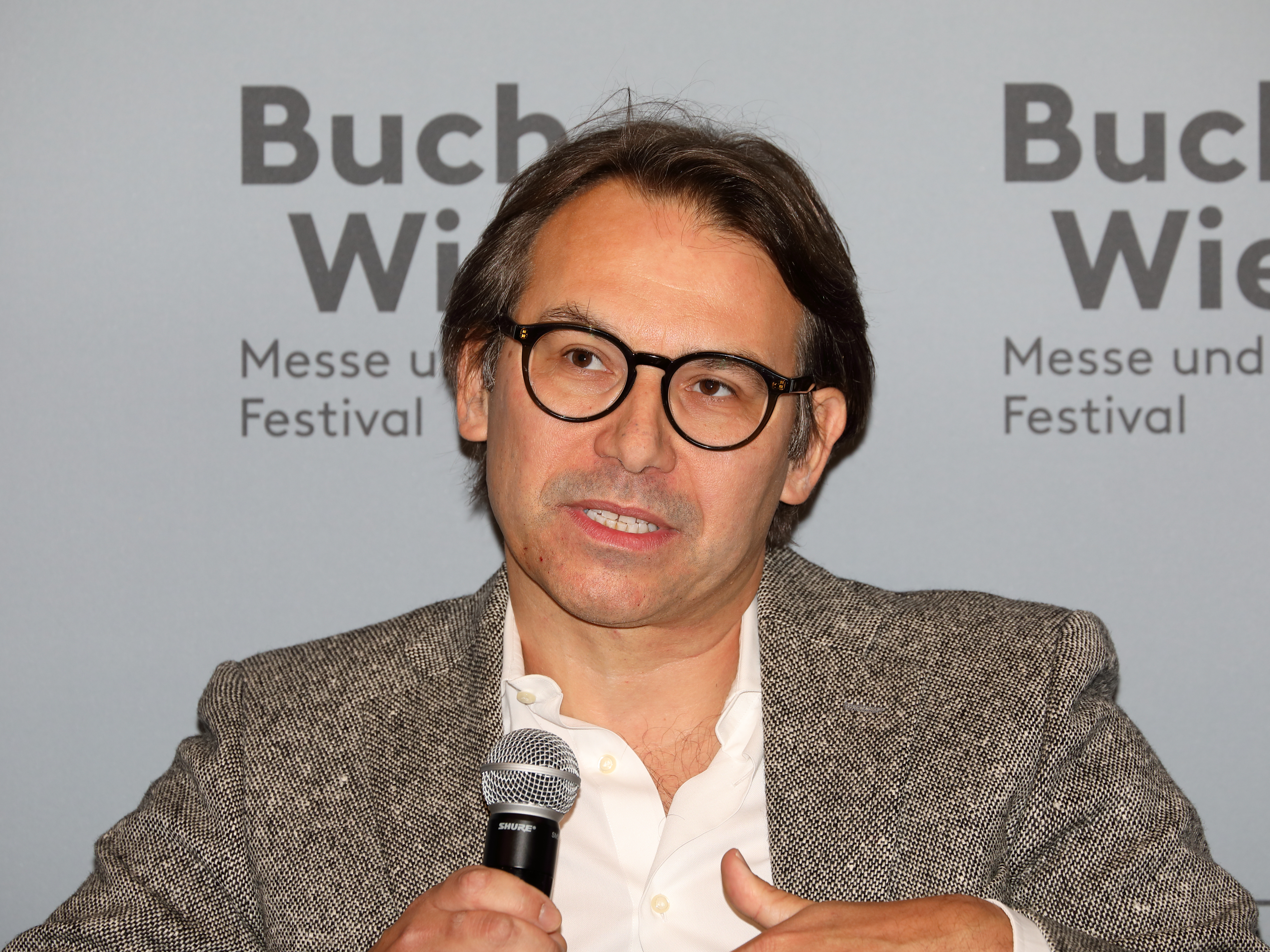
René Pfister (* 1974)

- Pfister, René (* 1982), österreichischer Gewerkschafter und Politiker (SPÖ), Mitglied des Bundesrates
- Pfister, Rita (* 1952), Schweizer Diskuswerferin
- Pfister, Rudolf (1824–1893), Schweizer Chemiker und Politiker
- Pfister, Rudolf (1886–1970), deutscher Architekt
- Pfister, Rudolf (1909–2000), Schweizer evangelischer Geistlicher und Hochschullehrer
- Pfister, Rudolf (1918–2002), deutscher Mediziner
- Pfister, Silvia (* 1958), deutsche Bibliothekarin
- Pfister, Stefan (* 1974), deutscher Molekularbiologe und Onkologe
- Pfister, Theophil (1942–2012), Schweizer Politiker (SVP)
- Pfister, Ulrich (* 1956), deutscher Historiker
- Pfister, Vreni (1911–2006), Schweizer Schriftstellerin
- Pfister, Wally (* 1961), US-amerikanischer Kameramann und Regisseur
- Pfister, Werner (1884–1950), Schweizer Architekt
- Pfister, Wilhelm (1903–1983), deutscher Verwaltungsjurist
- Pfister, Willy (1912–2003), Schweizer Historiker
- Pfister, Wolfgang (* 1950), deutscher Jurist, Richter am Bundesgerichtshof
- Pfister-Benda, Ariane (* 1946), deutsche Geigerin
- Pfister-Kaufmann, Elsa (1893–1955), deutsche Malerin
- Pfister-Lex, Berta (1920–2016), österreichische Künstlerin und Restauratorin
- Pfister-Schwaighusen, Hermann von (1836–1916), deutscher Germanist
- Pfister-Schwaighusen, Otto von (1868–1952), deutscher Jurist, Schriftsteller und Dichter
- Pfisterer, Alexander (1847–1928), badischer Staatsrat
- Pfisterer, Daniel (1651–1728), deutscher evangelischer Pfarrer und Naturbeobachter, Maler und Schriftsteller
- Pfisterer, Eberhard (* 1938), deutscher Fußballspieler
- Pfisterer, Erich (1910–1981), deutscher Ingenieur und Wasserkraftwerksbauer
- Pfisterer, Eva (* 1952), österreichische Wirtschaftsjournalistin, Fernsehmoderatorin und Hochschuldozentin
- Pfisterer, Florian (* 1978), deutscher Musiker und Songwriter
- Pfisterer, Hans (1947–2021), evangelischer Theologe, Prälat i. R. der Evangelischen Landeskirche in Baden
- Pfisterer, Hans (* 1953), deutscher Marathonläufer
- Pfisterer, Helmut (1931–2010), schwäbischer Mundartdichter und Hörspielautor
- Pfisterer, Kathrin (* 1982), deutsche Biathletin
- Pfisterer, Lukas (* 1973), Schweizer Rechtsanwalt und Politiker (FDP)
- Pfisterer, Paul Eddie (* 1951), deutscher bildender Künstler, Autor und Musiker
- Pfisterer, Peter (1892–1961), deutscher Landwirt
- Pfisterer, Reiner (* 1967), deutscher Fotograf
- Pfisterer, Rudolf (1914–2005), deutscher Theologe, Publizist und Übersetzer
- Pfisterer, Thomas (* 1941), Schweizer Jurist und Politiker
- Pfisterer, Ulrich (* 1951), deutscher Fußballspieler und -trainer
- Pfisterer, Ulrich (* 1968), deutscher KunsthistorikerUlrich Pfisterer (* 1968)

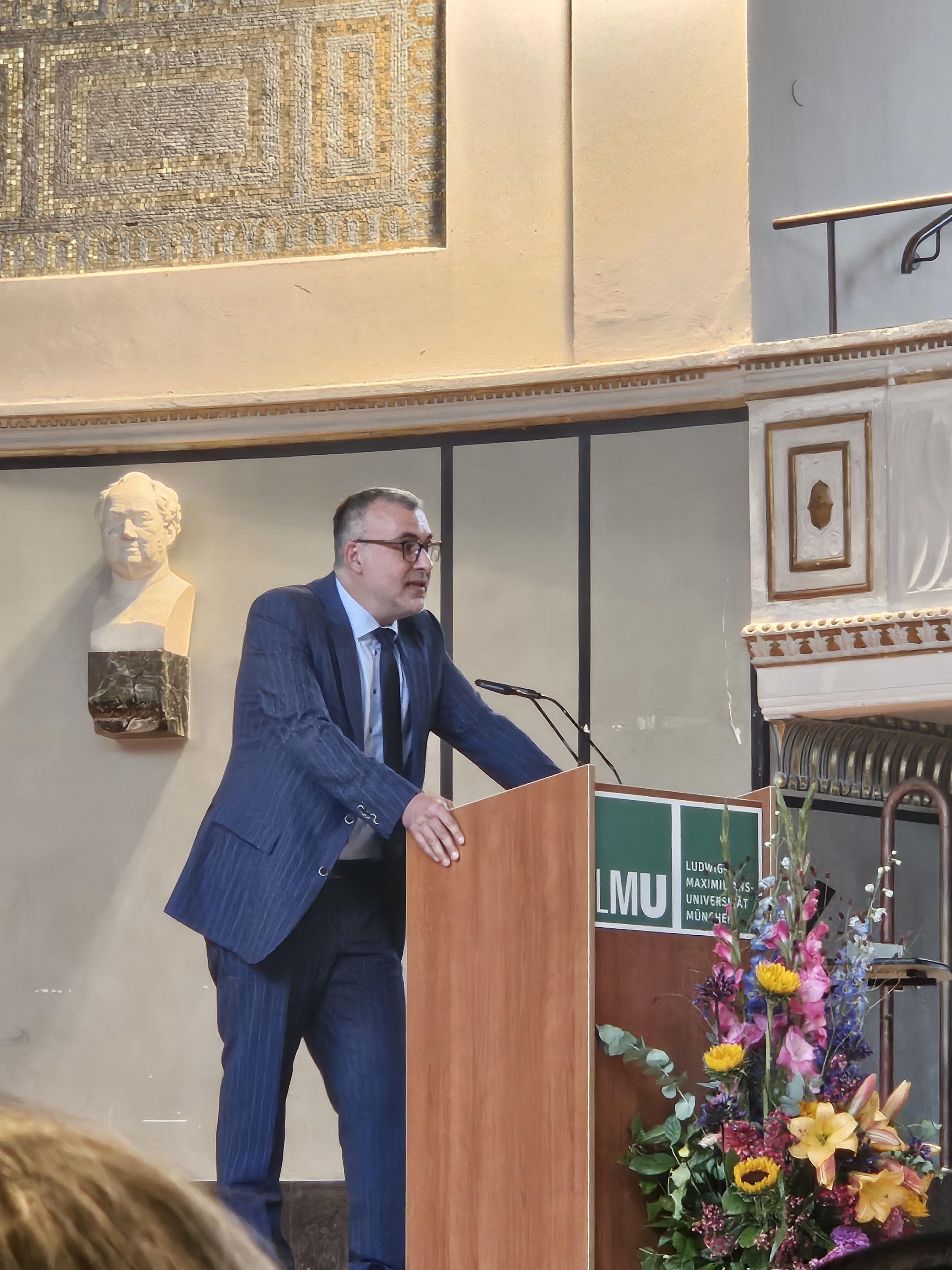
Ulrich Pfisterer (* 1968)

- Pfisterer, Verena (1941–2013), deutsche Künstlerin
- Pfisterer, Werner (* 1949), deutscher Politiker (CDU), MdL
- Pfisterer-Haas, Susanne (* 1960), deutsche Klassische Archäologin
- Pfistermeister, Franz Seraph von (1820–1912), bayerischer Staatsbeamter und Kabinettssekretär
- Pfistermeister, Ursula (1932–2012), deutsche Autorin und Fotografin
- Pfistermeyer, Hans († 1548), Prediger des frühen schweizerischen Täufertums

### Pfit
- Pfitscher, Franz (1930–2009), österreichischer Boxer
- Pfitscher, Robert (* 1954), österreichischer Boxer
- Pfitzenmeier, Werner († 1944), deutscher Turner
- Pfitzenreuter, Sigrun (1941–2015), deutsche Malerin und Grafikerin
- Pfitzer, Albert (1882–1948), deutscher Geodät
- Pfitzer, Albert (1912–2000), deutscher Verwaltungsjurist
- Pfitzer, Anton (1818–1892), deutscher katholischer Geistlicher und Heimatforscher
- Pfitzer, Ernst Hugo Heinrich (1846–1906), deutscher Botaniker
- Pfitzer, Johann Georg (1629–1698), Bürgermeister von Heilbronn
- Pfitzer, Johann Jacob (1684–1759), deutscher Theologe und Hochschullehrer
- Pfitzer, Johann Nicolaus (1634–1674), deutscher Arzt und Autor
- Pfitzer, Josef (* 1969), deutscher Film- und Theaterschauspieler
- Pfitzer, Peter (1929–2016), deutscher Pathologe
- Pfitzinger, Bianca (* 1997), deutsche Fußballspielerin
- Pfitzinger, Wilhelm (1864–1939), deutscher Chemiker
- Pfitzmann, Andreas (1958–2010), deutscher Informatiker
- Pfitzmann, Günter (1924–2003), deutscher Schauspieler und Kabarettist
- Pfitzner, Andree (* 1973), deutscher Fernsehmoderator
- Pfitzner, Dirk (* 1969), deutscher Fußballspieler
- Pfitzner, Emil (1837–1896), deutscher Archivar und Historiker
- Pfitzner, Felix (1883–1947), deutscher Filmproduzent und Funktionär der Filmwirtschaft
- Pfitzner, Gottfried (1795–1887), deutscher Musiker
- Pfitzner, Hans (1869–1949), deutscher Komponist, Dirigent und Verfasser antisemitischer Schriften zur MusikHans Pfitzner (1869–1949)

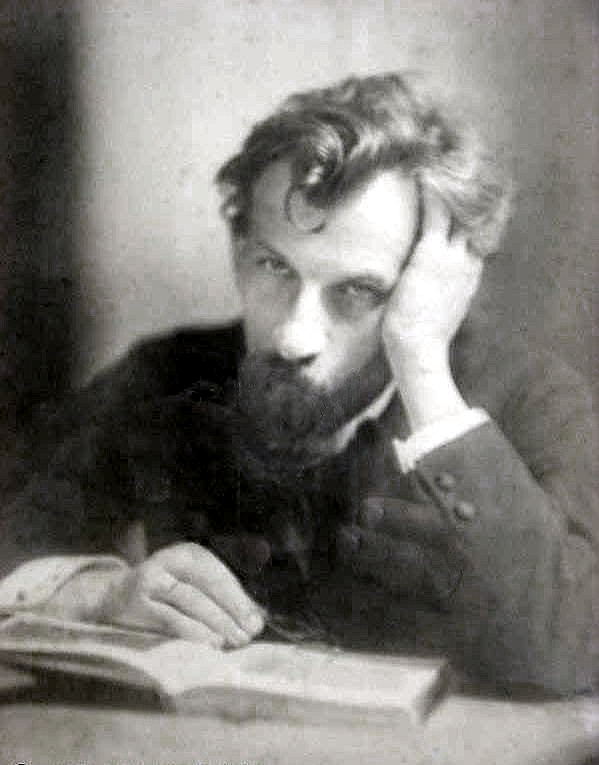
Hans Pfitzner (1869–1949)

- Pfitzner, Joachim, deutscher Sportjournalist
- Pfitzner, John (* 1940), australischer Stabhochspringer
- Pfitzner, Josef (1901–1945), sudetendeutscher Historiker
- Pfitzner, Marc (* 1984), deutscher Fußballspieler
- Pfitzner, Peter (* 1947), deutscher Fußballspieler
- Pfitzner, Robert (1825–1904), deutscher Violinist und Musikdirektor
- Pfitzner, Ursula (* 1972), österreichische Sängerin (Sopran)
- Pfitzner, Walther (1882–1956), deutsch-amerikanischer Pianist, Dirigent, Komponist und Musikpädagoge
- Pfitzner, Werner (* 1961), deutscher Fußballspieler
- Pfitzner, Wilhelm (1853–1903), deutscher Anatom und Hochschullehrer

### Pfiz
- Pfizenmaier, Dinah (* 1992), deutsche Tennisspielerin
- Pfizenmaier, Sven (* 1991), deutscher Schriftsteller
- Pfizenmayer, Eugen Wilhelm (1869–1941), württembergisch-russischer Paläontologe und Zoologe
- Pfizenmayer, Hedwig (1890–1967), deutsche Malerin und Zeichnerin
- Pfizer, Emil von (1843–1920), deutscher Jurist
- Pfizer, Gustav (1807–1890), deutscher Schriftsteller und Herausgeber
- Pfizer, Karl (1824–1906), deutscher ChemikerKarl Pfizer (1824–1906)

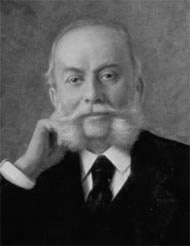
Karl Pfizer (1824–1906)

- Pfizer, Paul (1801–1867), deutscher Politiker, Journalist und Jurist
- Pfizer, Theodor (1904–1992), deutscher Kommunalpolitiker, Oberbürgermeister der Stadt Ulm (1948–1972)
- Pfizmaier, August (1808–1887), österreichischer Sinologe, Japanologe, Sprachwissenschaftler und Übersetzer